# Bolitoglossa altamazonica
Bolitoglossa altamazonica är en groddjursart som först beskrevs av Cope 1874.  Bolitoglossa altamazonica ingår i släktet Bolitoglossa och familjen lunglösa salamandrar. IUCN kategoriserar arten globalt som livskraftig. Inga underarter finns listade.

## Bildgalleri

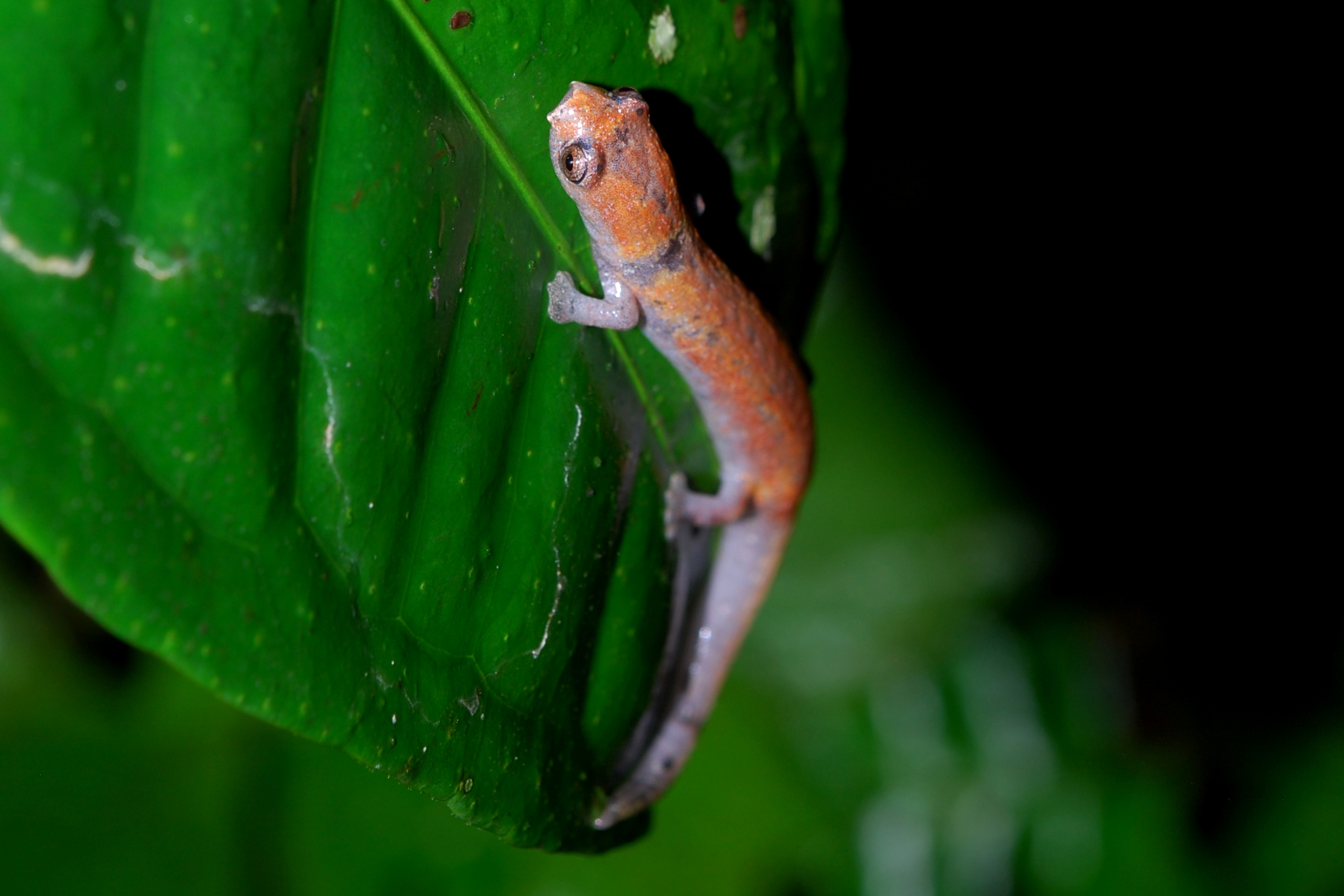